# Walter Jens
Walter Jens, né le 8 mars 1923 à Hambourg et mort le 9 juin 2013 à Tübingen, est un  professeur émérite en rhétorique de l'université Eberhard Karl de Tübingen, spécialiste allemand de philologie classique, historien de la littérature, aussi écrivain, critique et traducteur. Il fut président du PEN club de la République fédérale d'Allemagne et président de l'Académie des arts de Berlin.
Il était l'auteur de nombreux ouvrages d'histoire littéraire (dont plusieurs corédigés avec sa femme Inge Jens) et de livres de réflexion, portant notamment sur l'éthique de fin de vie. Comme philologue classique, il s'attacha, par des traductions et des essais, à éclairer et actualiser la littérature grecque ancienne et les récits du Nouveau Testament. Se revendiquant chrétien, il s'engagea pour la paix, notamment en s'opposant, dans les années 1980, à l'installation des missiles de croisière sur le sol allemand et en acceptant de cacher des déserteurs américains dans son logis lors de la Deuxième Guerre du Golfe. Une de ses œuvres de fiction, le roman Le Monde des accusés, dénonciation des utopies totalitaires, eut un certain retentissement en France dans les années 1950.

## Biographie

### Jeunesse et formation

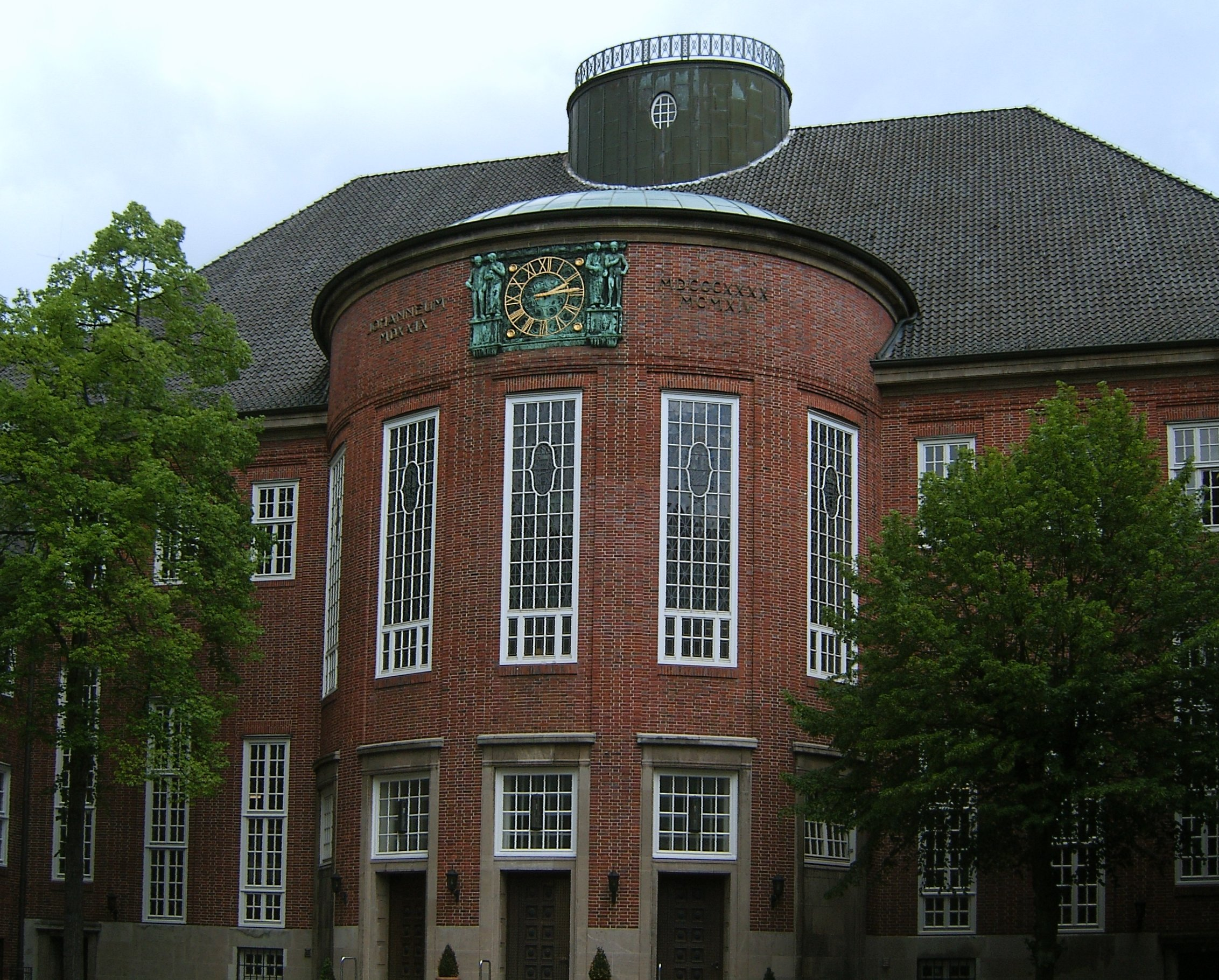
Le lycée Johanneum à Hambourg.

Fils d'un directeur de banque et d'une enseignante du secondaire, Walter Jens fréquenta à partir de 1929 l'école primaire coéducative (c'est-à-dire mixte) d'Eppendorf, dans la banlieue hambourgeoise, où la moitié environ de ses camarades de classe étaient de religion juive. De 1933 jusqu'à son bac en 1941, il suivit les cours du lycée le plus ancien de sa ville natale, le Johanneum. De 1941 à 1945, il poursuivit des études de philologie germanique et classique, d'abord à Hambourg, et à partir d'avril 1943 à Fribourg-en-Brisgau, où il eut pour professeurs Bruno Snell et Martin Heidegger. Souffrant d'une forme grave d'asthme, il fut dispensé de service militaire et ne fut pas appelé sous les drapeaux pendant la guerre. Sous le régime nazi, Walter Jens fut membre des Jeunesses hitlériennes et de l'Association estudiantine national-socialiste (Deutscher Nationalsozialistischer Studentenbund). À partir du 1er septembre 1942, il se trouvait inscrit, semble-t-il à son insu, comme membre du NSDAP. D'autre part, il se prit, dès son jeune âge, de passion pour le football. Il assistait aux rencontres de Eimsbütteler TV, club d'un faubourg nord-ouest de Hambourg, et joua plus tard comme gardien de but dans une équipe d'étudiants fribourgeois.

« Que donc pouvait bien devenir un asthmatique, qui devait passer un plein quart de son temps de scolarité dans des sanatoriums (et qui le faisait avec joie : sanatorium pour enfants de la Schwester-Frieda-Klimsch-Stiftung, Königsfeld en Forêt noire – un refuge, où je me sentais à l'abri) ? Comment quelqu'un aurait-il pu exister, alors que, parce qu'il avait besoin de Bronchovydrine et d'Alludrine en fortes doses pour seulement pouvoir exister, il était perdu pour les temps héroïques – et qu'en même temps il était reconnaissant à sa maladie car elle le préservait de devoir marcher au pas et faisait que jamais de sa vie il n'a dû prendre en main une arme? »

— Walter Jens

### Assistant de faculté et Groupe 47

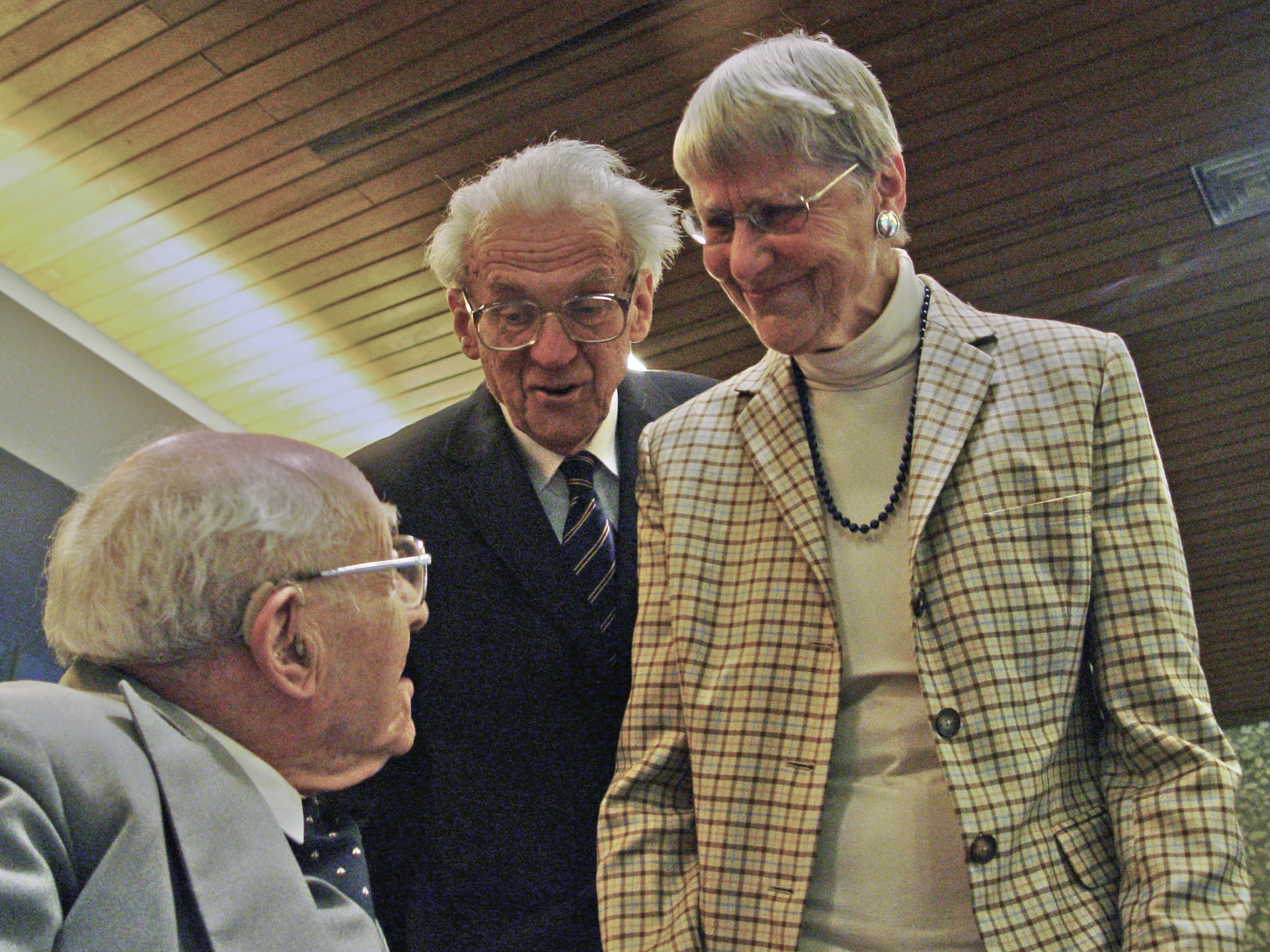
Walter Jens (au centre) avec son épouse Inge et Josef Tal (assis à gauche), en juin 2004.

En 1944, Jens obtint son diplôme à l'université de Fribourg avec un mémoire sur les tragédies se Sophocle, rédigé sous la direction Karl Büchner. La soutenance eut lieu dans l'abri anti-aérien de l'université. Entre 1945 et 1949, il travailla comme assistant scientifique à Hambourg et Tübingen. Sa première œuvre littéraire, Das weiße Taschentuch (litt. le Mouchoir blanc), parut en 1947, sous le pseudonyme de Walter Freiburger. En 1949, à l'âge de 26 ans, Jens passa l’agrégation à l'université Eberhard Karl de Tübingen, avec l'étude (non publiée) Tacitus und die Freiheit (litt. Tacite et la liberté). En 1950, il se joignit au Groupe 47, tandis qu'il réussit cette même année à percer avec son roman Nein. Die Welt der Angeklagten (trad. fr. sous le titre le Monde des accusés), que dès 1948 il s'était engagé vis-à-vis d'Ernst Rowohlt à écrire :

« Les conditions du contrat étaient réjouissantes. 300 Reichsmark par mois, et en outre, ce qui était le plus important, 1000 feuillets de papier gris à forte teneur en lignine. Je me suis mis au travail, j'ai rédigé quelques notes, esquissé le schéma de la composition, puis j'ai écrit le livre, en mai 1949, en trois pleines semaines : 16 pages par nuit, au crayon, sur le papier fibreux de Rowohlt ; c'était là tout le temps qu'avait à sa disposition l'agrégé en herbe Jens. »

— Walter Jens
Ce roman de Walter Jens se voulait comme une dénonciation d'un modèle de société utopique totalitaire. Le personnage central est Walter Sturm, ci-devant enseignant et littérateur, qui affectionne Kafka plus que tout le reste, et qui un jour s'entend déclarer par le juge et dirigeant suprême de l'État « qu'il y a dans le monde entier seulement des accusés, des témoins et des juges. » Le roman faisait implicitement référence au national-socialisme et au stalinisme. Bientôt traduit en plusieurs langues, le livre fut très favorablement accueilli par la critique, en particulier en France, où il connut un franc succès (et de hauts tirages) après que le magazine les Nouvelles littéraires l'eut proclamé Livre de la Semaine, et où il fit l'objet, par les soins d'Émile Favre, d'une adaptation théâtrale, laquelle obtint en 1953 le prix des Amis de la Liberte.
Il épousa en 1951 l'historienne de la littérature Inge Jens, née Puttfarcken, de qui il eut deux fils, Tilman Jens, écrivain (né en 1954), et Christoph Jens (né en 1965).

### Professorat à Tübingen
En 1956, Walter Jens fut nommé professeur extraordinaire de philologie classique à l'université de Tübingen. En tant que philologue classique, Walter Jens s'attacha, à travers ses traductions d'œuvres de la littérature grecque ancienne et de la Bible, à éclairer et cerner la signification que peuvent avoir, pour nos questionnements actuels sur la paix dans le monde ou sur ce qu'est la vérité, les divinités mythologiques de l'antiquité et la narration divine contenue dans le Nouveau Testament. Dans son récit Das Testament des Odysseus, réinterprétant la figure antique d'Ulysse, il en fit un anti-héros, qui apparaît, dans le compte-rendu de sa vie qu'il fit à l'intention de son petit-fils Prasidas, non pas comme un vaillant aventurier, mais comme un pacifiste, révulsé par les massacres, s'acharnant par tous les moyens, mais en vain, à éviter la guerre de Troie.

« C'était une scène de terreur, Prasidas. La ville continuait de brûler. Des troupes s'adonnaient au pillage et fouillaient les maisons ; pendant trois jours, ils eurent le loisir de faire ce qu'ils voulaient ; dans la rue, des enfants gisaient la bouche ouverte, serrant encore dans les bras leurs ballons, pièces de bois et poupées ; des maisons à moitié réduites en décombres jaillissaient les cris des blessés (…) »

— Walter Jens
En 1961, Walter Jens inaugura la foire du livre de Francfort par un discours intitulé Plaidoyer pour le contenu positif dans la littérature moderne (en allem. Plädoyer für das Positive in der modernen Literatur). Il fut à partir de 1962 membre titulaire de l'Académie allemande de langue et littérature. Dans Herr Meister. Dialog über einen Roman, échange épistolaire fictif, Jens se pencha sur la possibilité de la création littéraire : les protagonistes, un chercheur en littérature et un écrivain, s'appliquent à analyser un projet de roman en train d'échouer. Entre 1963 et 1988, Walter Jens fut titulaire à l'université de Tübingen de la chaire de rhétorique générale, instituée spécialement à son intention, et la première jamais créée en Allemagne, et dirigea en même temps le séminaire de rhétorique générale. Son disciple Gert Ueding lui succèda.

### Sur la scène publique
Sous le pseudonyme de Momos, Walter Jens rédigea à partir de 1963 presque chaque semaine une critique de télévision pour le compte de l'hebdomadaire Die Zeit. Il fut membre depuis 1965 de la Libre Académie des arts de Hambourg (en allem. Freie Akademie der Künste Hamburg). Au sein du Groupe 47, il fut un critique redouté lors des fameuses lectures à haute voix (Vorlesungen) d'œuvres littéraires, suivies de discussion, qu'il était d'usage d'y pratiquer. En 1966, dans sa satire Brief an einen ganz jungen Autor (litt. Lettre à un tout jeune auteur), Martin Walser décrivit ainsi, avec ironie, la façon dont Walter Jens traitait les textes qui étaient soumis à l'appréciation du groupe :

« (…) surtout cependant, il lancera en l'air, encore et encore, les Tiens écrits récités, puis fera poursuivre la chose ainsi récitée dans les airs par un escadron de substantifs fortement vrombissants, bien entraînés à voler en formation […]. Tu observeras donc cela ébaubi et interdit, c'est ce que je sais d'ores et déjà, lorsque, avec une tempétueuse méticulosité, il viendra à s'occuper de Toi ; Tu songeras alors à Kinski ou à Démosthène (…) »

— Martin Walser
En 1971, Walter Jens fut sollicité pour faire partie du comité de fondation de l'université de Brême. Il se désigna lui-même comme « écrivain et protestant ». Il fut président du PEN Club de la République fédérale d'Allemagne de 1976 à 1982, puis derechef, à la suite du décès de Martin Gregor-Dellin, de 1988 à 1989. À la tête de l'Académie des arts de Berlin, dont il fut président de 1989 à 1997, et dont il sera ensuite président honoraire, il réussit la délicate fusion de cette institution avec son homologue d'Allemagne de l'Est. Il fut par ailleurs, entre 1990 et 1995, président de la fondation Martin Niemöller.

### Chrétien et pacifiste
Dans son dernier roman, Der Fall Judas (le Cas Judas), paru en 1975, Walter Jens décrivit un procès en béatification fictif de Judas Iscariote présenté sous les espèces d'une étude de cas en médecine légale : « Sans Judas, pas de croix; sans croix, pas d'accomplissement du projet de rédemption. Sans cet homme, pas d'église ; sans trahison, pas de tradition. » Il entreprit de retraduire (en langue allemande) de larges parties du Nouveau Testament : les quatre évangiles, l'épître de Paul aux Romains et la Révélation de saint Jean. Une longue amitié le liait au théologien suisse Hans Küng, comme lui professeur à Tübingen, ainsi qu'à Ralph Giordano, qu'il connaissait déjà depuis sa scolarité à Hambourg.
Dès le début des années 1980, lors de la crise des euromissiles, il s'engagea aux côtés du mouvement pacifiste dans la résistance aux résolutions de l'OTAN et le stationnement de fusées Pershing. Conjointement avec Heinrich Böll et d'autres écrivains ou théologiens connus, il prit part début septembre 1983 au dénommé blocus des notabilités (Prominentenblockade) devant le dépôt des missiles Pershing à Mutlangen. Pendant la Deuxième Guerre du Golfe en 1990, il accepta de cacher dans son domicile des déserteurs américains. Jens fut membre du comité consultatif de la Humanistische Union, ligue allemande pour les droits civiques. Entre janvier 1989 et avril 2011, il fut coéditeur du mensuel politico-scientifique Blätter für deutsche und internationale Politik.
En 2008, son fils Tilmann révéla que son père souffrait depuis 2004 de démence sénile.

« Serait-ce réellement un gain…, un gain pour l'Homme, s'il eût été immortel, au lieu — comme bientôt ! — de dépérir, puis de devoir s'en aller soudainement ? Serait-ce un gain pour lui : de n'être point dans le temps, mais d'être impérissable – peut-être – comme une pierre ou une lointaine étoile ? N'est-ce pas justement dans la périssabilité, et surtout, dans la conscience qu'il en a, que réside sa force incomparable, celle qui le singularise ? »

— Walter Jens

## Affiliations et hommages
De 1961 à 1993, il fut membre de l'Académie des arts de Berlin (Ouest), Section littérature. Entre 1986 et 1990 : membre correspondant de l'Académie des arts de Berlin (Est), Section littérature et langage. De 1990 à 1993 : membre titulaire de l'Académie des arts de Berlin (Est), Section littérature et langage. Depuis 1993 : membre de l'Académie des arts de Berlin, Section littérature. Membre du PEN club, de l'Académie allemande de langue et littérature à Darmstadt, de l'Académie libre des Beaux-Arts à Hambourg, et de l'Académie allemande des arts figuratifs à Francfort-sur-le-Main. Doctorats honoris causa de l'université de Stockholm, de l'université Friedrich Schiller de Iéna et de l'université de Hambourg.
- 1951 : Prix des Amis de la Liberté (France)
- 1959 : Prix allemand de la littérature de jeunesse (Deutscher Jugendliteraturpreis)
- 1968 : Prix Lessing de la ville franche et hanséatique de Hambourg (Preis der Freien und Hansestadt Hamburg)
- 1981 : Prix Heinrich Heine de la ville de Düsseldorf
- 1982 : Présidence d'honneur du PEN club de la République fédérale d'Allemagne
- 1983 : Distinction autrichienne du mérite (Österreichisches Verdienstzeichen)
- 1984 : Prix Adolf Grimme
- 1988 : Prix Büchner alternatif ; Prix Theodor Heuss, conjointement avec son épouse Inge Jens
- 1989 : Prix Hermann Sinsheimer
- 1990 : Prix de l'État autrichien du journalisme culturel (Staatspreis für Kulturpublizistik)
- 1992 : Distinction autrichienne des sciences et des arts (Österreichisches Ehrenzeichen für Wissenschaft und Kunst), professorat invité en poétique de l'université Goethe de Francfort-sur-le-Main
- 1997 : Plaquette Bruno Snell pour activités exemplaires dans les domaines scientifiques et social (beispielhaftes Wirken in Wissenschaft und Gesellschaft) de l'université de Hambourg
- 1997 : Présidence d'honneur de l'Académie des arts de Berlin
- 1998 : Plaquette Ernst Reuter
- 2002 : Prix de la prédication du Verlag für die Deutsche Wirtschaft
- 2003 : Grand officier de l'ordre du Mérite de la République fédérale d'Allemagne
- 2003 : Prix littéraire Corine, en même temps que son épouse Inge Jens

## Œuvre

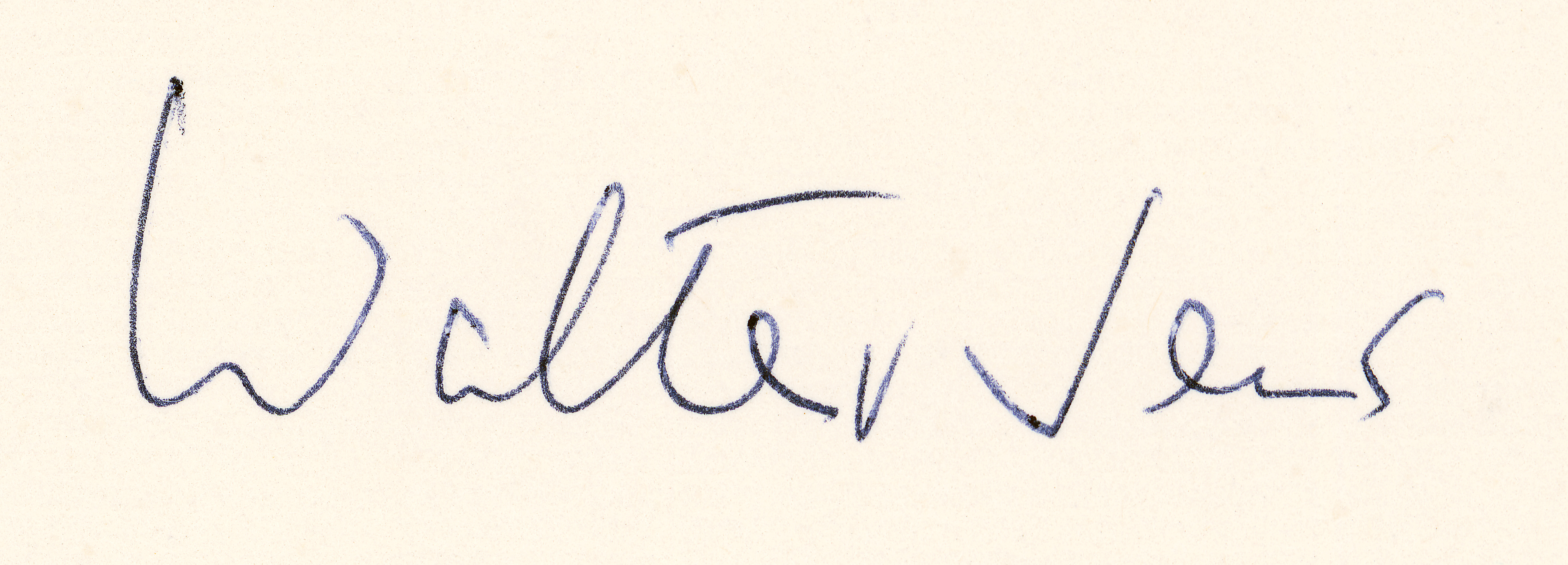
Signature de Walter Jens.

### Fiction
- Das weiße Taschentuch. Hansischer Gildenverlag, Hamburg 1947, DNB 452195780 (als Walter Freiburger; neueste Ausgabe von Faber & Faber, Berlin/Leipzig 1994,  (ISBN 3-928660-19-5)).
- Nein. Die Welt der Angeklagten. Roman. Rowohlt Verlag, Hamburg/Stuttgart/Baden-Baden 1950, DNB 452195721 (dernière éd. Kranichsteiner Literatur, Darmstadt 1993,  (ISBN 3-929265-02-8)). Trad. française aux éd. Plon 1950.
- Der Blinde. Erzählung. Rowohlt Verlag, Hamburg 1951, DNB 452195519 (dernière éd. Piper, München/Zürich 1976,  (ISBN 3-492-02191-3)).
- Vergessene Gesichter. Roman. Rowohlt Verlag, Hamburg 1952, DNB 452195551 (dernière éd. Droemer Knaur, Munich 1985,  (ISBN 3-426-01255-3)). Trad. française sous le titre Visages oubliés de Jacques Nobécourt (1954).
- Der Mann, der nicht alt werden wollte. Roman. Rowohlt Verlag, Hamburg 1955, DNB 452195683 (dernière éd. chez Droemer Knaur, München 1987,  (ISBN 3-426-01484-X)). Trad. française sous le titre L'Homme qui ne voulait pas vieillir par Madeleine Laval.
- Das Testament des Odysseus. Neske, Pfullingen 1957, DNB 452195799 (dernière éd. Volk & Welt, Ost-Berlin 1984, DNB 840736231).
- Ilias und Odyssee. Nacherzählt. Verlag O. Maier, Ravensburg 1958, DNB 452195616 (16e et dernière édition 1996,  (ISBN 3-473-35503-8)).
- Herr Meister. Dialog über einen Roman. Piper Verlag, München 1963, DNB 452195705 (dernière éd. chez Droemer Knaur, Munich 1987,  (ISBN 3-426-01484-X)).
- Die Verschwörung. Norstar, Grünwald 1969, DNB 457097000.
- Der tödliche Schlag. Piper Verlag, München 1974,  (ISBN 3-492-00411-3).
- Der Fall Judas. Verlag Kreuz, Stuttgart 1975,  (ISBN 3-7831-0453-X) (dernière éd. chez Ludwigsfelder Verlag 2006,  (ISBN 978-3-933022-39-4)).
- Der Ausbruch. Libretto. Rotsch, Tübingen 1975,  (ISBN 3-87674-021-5).
- Der Untergang. Nach den Troerinnen des Euripides. Kindler Verlag, München 1982,  (ISBN 3-463-00845-9).
- Die Friedensfrau. Nach der Lysistrate des Aristophanes. Kindler Verlag, München 1986,  (ISBN 3-463-40044-8).
- Der Teufel lebt nicht mehr, mein Herr! Erdachte Monologe, imaginäre Gespräche. Radius-Verlag, Stuttgart 2001,  (ISBN 3-87173-216-8).

### Essais, monographies, ouvrages de réflexion
- Hofmannsthal und die Griechen. Max Niemeyer Verlag, Tübingen 1955, DNB 452195608.
- Statt einer Literaturgeschichte. Dichtung im zwanzigsten Jahrhundert. Neske, Pfullingen 1957, DNB 452195756 (neueste Ausgabe von Artemis & Winkler, Düsseldorf/Zürich 2004,  (ISBN 3-491-69121-4)).
- Die Götter sind sterblich. Neske, Pfullingen 1959, DNB 452195586 (dernière édition dtv, München 1983,  (ISBN 3-423-10076-1)).
- Deutsche Literatur der Gegenwart. Themen, Stile, Tendenzen. Piper Verlag, Munich 1961, DNB 452195632.
- Zueignungen. 11 literarische Porträts. Piper Verlag, Munich 1962, DNB 452195810.
- Fernsehen, Themen und Tabus. Momos 1963–1973. Piper Verlag, Munich 1973,  (ISBN 3-492-00351-6).
- Republikanische Reden. Kindler Verlag, Munich 1976,  (ISBN 3-463-00677-4).
- Eine deutsche Universität. 500 Jahre Tübinger Gelehrtenrepublik. Avec Inge Jens. Kindler Verlag, Munich 1977,  (ISBN 3-463-00709-6) (neueste Ausgabe von Rowohlt, Reinbek 2004,  (ISBN 3-499-61690-4)).
- Ort der Handlung ist Deutschland. Reden in erinnerungsfeindlicher Zeit. Kindler, Munich 1981,  (ISBN 3-463-00813-0).
- Momos am Bildschirm. 1973–1983. Piper Verlag, Munich/Zürich 1984,  (ISBN 3-492-00604-3).
- Kanzel und Katheder. Reden. Kindler Verlag, Munich 1984,  (ISBN 3-463-00886-6).
- Dichtung und Religion. Pascal, Gryphius, Lessing, Hölderlin, Novalis, Kierkegaard, Dostojewski, Kafka. Avec Hans Küng. Kindler Verlag, Munich 1985,  (ISBN 3-463-40028-6).
- Deutsche Lebensläufe in Autobiographien und Briefen. Avec Hans Thiersch. Juventa-Verlag, Weinheim/Munich 1987,  (ISBN 3-7799-0803-4).
- Nationalliteratur und Weltliteratur, von Goethe aus gesehen. Essay. Kindler Verlag, Munich 1988,  (ISBN 3-463-40117-7).
- Feldzüge eines Republikaners. Ein Lesebuch. Deutscher Taschenbuch-Verlag, Munich 1988,  (ISBN 3-423-10847-9).
- Reden. Kiepenheuer, Leipzig/Weimar 1989,  (ISBN 3-378-00318-9).
- Juden und Christen in Deutschland. 3 Reden. Radius-Verlag, Stuttgart 1989,  (ISBN 3-87173-784-4).
- Dichter und Staat. Über Geist und Macht in Deutschland; eine Disputation zwischen Walter Jens und Wolfgang Graf Vitzthum. Verlag Walter de Gruyter, Berlin/New York City 1991,  (ISBN 3-11-013207-9).
- Einspruch. Reden gegen Vorurteile. Kindler Verlag, Munich 1992,  (ISBN 3-463-40200-9).
- Mythen und Dichter. Modelle und Variationen; vier Diskurse. Kindler Verlag, Munich 1993,  (ISBN 3-463-40215-7).
- Anwälte der Humanität. Thomas Mann, Hermann Hesse, Heinrich Böll. Mit Hans Küng. Piper Verlag, Munich/Zürich 1993,  (ISBN 3-492-11267-6).
- Vergangenheit – gegenwärtig. Biographische Skizzen. Avec Inge Jens. Radius-Verlag, Stuttgart 1994,  (ISBN 3-87173-011-4).
- Menschenwürdig sterben. Ein Plädoyer für Selbstverantwortung. Avec Hans Küng. Piper Verlag, München/Zürich 1995,  (ISBN 3-492-03791-7) (Taschenbuch der erweiterten und aktualisierten Neuausgabe 2010,  (ISBN 978-3-492-25852-4)).
- Dialog mit Hans Küng. Avec le discours d'adieu de Hans Küng. Piper Verlag, Munich/Zürich 1996,  (ISBN 3-492-03898-0).
- Macht der Erinnerung. Betrachtungen eines deutschen Europäers. Artemis und Winkler, Düsseldorf/Zürich 1997,  (ISBN 3-538-07054-7).
- Aus gegebenem Anlaß: Texte einer Dienstzeit. Parthas Verlag, Berlin 1998,  (ISBN 3-932529-19-7).
- Rudolf Radler (Redaktion), Walter Jens (éd.): Kindlers Neues Literatur-Lexikon. Komet, Frechen 2001,  (ISBN 3-89836-214-0) (éd. sous licence de Kindler-Verlag, Munich).
- Pathos und Präzision. Acht Texte zur Theologie. Radius-Verlag, Stuttgart 2002,  (ISBN 3-87173-248-6).
- Frau Thomas Mann. Das Leben der Katharina Pringsheim. Avec Inge Jens. Rowohlt Verlag, Reinbek 2003,  (ISBN 3-498-03338-7).
- Katias Mutter. Das außerordentliche Leben der Hedwig Pringsheim. Avec Inge Jens. Rowohlt Verlag, Reinbek 2005,  (ISBN 3-498-03337-9).
- Auf der Suche nach dem verlorenen Sohn. Die Südamerika-Reise der Hedwig Pringsheim 1907/08. Avec Inge Jens. Rowohlt Verlag, Reinbek 2006,  (ISBN 3-498-03337-9).

### Traductions
- Am Anfang der Stall, am Ende der Galgen: Jesus von Nazareth. Seine Geschichte nach Matthäus. Verlag Kreuz, Stuttgart 1972 (titre original : εὐαγγέλιον κατὰ Ματθαῖον, Euangelion kata Mathaion, traduction de Walter Jens),  (ISBN 3-423-02086-5).
- Aischylos: Die Orestie. Eine freie Übertragung. Deutscher Taschenbuch-Verlag, München 1981 (titre original : ᾿Ορέστεια, Oresteia, traduction de Walter Jens),  (ISBN 3-423-02086-5).
- Das A und das O. Offenbarung des Johannes. Radius-Verlag, Stuttgart 1987 (titre original : αποκάλυψις, Apokalypsis, traduction de Walter Jens),  (ISBN 3-87173-732-1).
- Die Zeit ist erfüllt. Die Stunde ist da. Das Markus-Evangelium. Radius-Verlag, Stuttgart 1990 (titre original : εὐαγγέλιον κατὰ Μᾶρκον, Euangelion kata Markon, traduction de Walter Jens),  (ISBN 3-87173-807-7).
- Und ein Gebot ging aus. Das Lukas-Evangelium. Radius-Verlag, Stuttgart 1991 (titre original : εὐαγγέλιον κατὰ Λουκᾶν, Euangelion kata Loukan, traduction de Walter Jens),  (ISBN 3-87173-826-3).
- Am Anfang das Wort. Das Johannes-Evangelium. Radius-Verlag, Stuttgart 1993 (titre original : εὐαγγέλιον κατὰ Ἰωάννην, Euangelion kata Ioannen, traduction de Walter Jens),  (ISBN 3-87173-872-7).
- Paulus von Tarsus: Der Römerbrief. Radius-Verlag, Stuttgart 2000 (traduction de Walter Jens),  (ISBN 3-87173-205-2).

## Ouvrages et articles sur Walter Jens
- (de) Ulrich Berls : Walter Jens als politischer Schriftsteller und Rhetor. Stauffenburg-Verlag, Tübingen 1984,  (ISBN 3-923721-08-0) (concurremment : Munich, Univ., Diss., 1983).
- (de) Thomas Grimm, Manfred Mayer: Gespräch mit Inge Jens und Walter Jens. Dans : Sinn und Form. Heft 3, 2007,  (ISSN 0037-5756), S. 370–377.
- (de) Walter Hinck : Walter Jens. Un homme de lettres. Zum 70. Geburtstag. Kindler, Munich 1993,  (ISBN 3-463-40171-1).
- (de) Inge Jens : In guten und in schlechten Tagen, aus: Unvollständige Erinnerungen. Rowohlt, Reinbek 2009,  (ISBN 978-3-498-03233-3). Pages 264-308, (Ce chap. 13 traite explicitement des progrès de la démence de Walter Jens au regard de ses propres conceptions relatives à une vie décidée librement.)
- (de) Tilman Jens : Demenz. Abschied von meinem Vater. Gütersloher Verlagshaus, Gütersloh 2009,  (ISBN 978-3-579-06998-2).
- (de) Herbert Kraft : Das literarische Werk von Walter Jens. Rotsch, Tübingen 1975,  (ISBN 3-87674-018-5).
- (de) Karl-Joseph Kuschel : Walter Jens. Literat und Protestant. Patmos-Verlag, Düsseldorf 2003,  (ISBN 3-491-72473-2) (nouvelle éd. mise à jour. Attempto-Verlag, Tübingen 2008,  (ISBN 978-3-89308-405-0)).
- (de) Manfred Lauffs : Walter Jens. C. H. Beck, Munich 1980,  (ISBN 3-406-07440-5) (Autorenbücher 20).